# Силы самообороны Японии
Си́лы самооборо́ны Япо́нии (яп. 自衛隊 дзиэйтай) — современное название вооружённых сил Японии.
Сформированы в 1954 году из созданных двумя годами ранее Национальных сил безопасности (яп. 保安隊 хоантай). Основной задачей Сил самообороны является оборона государства, защита свобод и независимости Японии. Девятая статья Конституции Японии сильно ограничивает военную деятельность Сил самообороны, не связанную непосредственно с обороной страны.
В состав вооружённых сил входят Сухопутные силы самообороны Японии, Морские силы самообороны Японии, Воздушные силы самообороны Японии.

## История
После поражения во Второй мировой войне Императорская армия Японии была распущена, а военные заводы и учебные заведения закрыты. Оккупационные власти запретили даже боевые искусства. Также был установлен запрет на изготовление японских мечей, продержавшийся до 1953 года. В мае 1947 года была принята Конституция Японии, в которой был юридически закреплён отказ Японии от участия в военных конфликтах.
Тем не менее, уже в период американской оккупации начинается восстановление военно-промышленного комплекса Японии и создание вооружённых формирований: в марте 1948 года штаб оккупационных войск США в Японии отдал секретный приказ о прекращении демонтажа 125 предприятий, включённых в репарационный список, в 1949 году из репарационного списка были исключены 73 японские компании, владевшие предприятиями, выпускавшими продукцию военного назначения. В конце 1949 года возобновили работу японские арсеналы.
Весной 1950 года на переподготовку в США были направлены первые 230 высших японских офицеров.
10 августа 1950 года был создан резервный полицейский корпус (75 тыс. человек); в августе 1952 года он был преобразован в корпус безопасности (110 тыс. человек).
Также, в 1950 году министерством земледелия и лесоводства Японии был создан «молодёжный корпус развития промышленности», выполнявший ремонтно-восстановительные и строительные работы. В 1952 году, после создания единой системы комплектования личным составом (по 500 юношей призывного возраста от префектуры) и оборудованием, введения форменной одежды, создания учебного центра и утверждения учебных программ подразделения корпуса стали аналогом военно-строительных частей.
8 сентября 1951 года в Сан-Франциско между Японией и США был подписан «Договор безопасности» о военном союзе и сотрудничестве, в соответствии с которым США получали исключительные права на размещение военных сил на территории Японии, а всякое нападение на Японию считалось нападением на вооружённые силы США.
В августе 1952 года в Сагамихара военнослужащие США завершили подготовку первых 600 сотрудников резервного полицейского корпуса Японии по специальностям военнослужащих артиллерийских и бронетанковых войск, а между правительством Японии и США было подписано соглашение о том, что США передают полицейскому корпусу артиллерийские орудия и 7-8 танков в аренду для учебных целей.
В марте 1954 года Япония заключила с США договор о военной помощи. 1 августа 1954 года корпус безопасности Японии был преобразован в Силы самообороны Японии, в составе которых были созданы подразделения военной полиции. Также, в 1954 году началось размещение японских войск и строительство укреплений на Хоккайдо — в сентябре 1956 года на острове находилось уже 52 тыс. японских военнослужащих (причём основу войск здесь составляли смешанная бронетанковая бригада и пехотная дивизия).
В 1955 году была создана 1-я воздушно-десантная бригада «Кутей», в 1960-х — открыта парашютная школа в Нарасино.
21 июня 1956 года был создан японо-американский комитет по вопросам обеспечения безопасности (в который с японской стороны вошли министр иностранных дел и начальник управления национальной обороны Японии, с американской — посол США в Японии и командующий вооружёнными силами США в Японии). Комитет стал координационным центром между находившимися в Японии войсками США и военно-политическим руководством Японии, а также занимался решением вопросов военно-технического характера (имевших особо важное значение, поскольку на первоначальном этапе силы самообороны были вооружены в основном техникой и вооружением американского производства). 2 июля 1956 года был создан высший консультационный орган по военной политике — Совет национальной обороны.
В 1957 году между Японией и США было подписано соглашение «Master Labor Contract», в соответствии с которым командование войск США в Японии получило право обучать и использовать для охраны военных объектов США в Японии японских охранников. Обученные США японские охранники военных объектов США являются контрактниками США, но не входят в число служащих государственных силовых структур Японии и официально считаются гражданскими лицами.
19 января 1960 года в Вашингтоне между Японией и США был подписан «Договор о взаимном сотрудничестве и гарантиях безопасности» сроком на 10 лет, 22 июня 1970 года продлённый на неопределённое время. В соответствии с этим соглашением Япония рассматривалась как «особый партнёр» США в Юго-Восточной Азии и Азиатско-Тихоокеанском регионе.
С 1957 до 1976 год развитие японских сил самообороны проходило на основе 5-летних программ. В 1966 году в Японии была завершена вторая пятилетняя программа, на основе которой была проведена реорганизация вооружённых сил и их оснащение современным оружием и техникой. К этому году Силы самообороны Японии насчитывали 250 тыс. человек (в том числе 170 тыс. военнослужащих сухопутных войск), на вооружении военно-воздушных сил имелось 13 000 самолётов; общее водоизмещение военного флота составляло 140 тыс. тонн.
В ноябре 1969 года США передали Японии административные права над островами Рюкю (управление которыми с 1945 года осуществляла военная администрация США), 17 июня 1971 года между США и Японией было подписано соглашение об ответственности Японии за оборону Окинавы, в соответствии с которым ответственность за оборону архипелага Рюкю и островов Дайто перешла от США к Японии.
Силы самообороны быстро росли, оснащались всё более мощным и современным вооружением. С 1970х годов потребности японских вооружённых сил и полицейских формирований практически полностью обеспечивают японские предприятия.
25 ноября 1970 года имела место попытка военного переворота («инцидент Мисима Юкио»), в ходе которой группа заговорщиков из организации «Общество щита» заняла базу сухопутных войск сил самообороны в токийском районе Итигая и обратилась к войскам с призывом «вернуть Японии её былую чистоту и величие», но не получила поддержки со стороны военнослужащих.
Весной 1972 года было сформировано первое подразделение для службы на Окинаве. В июне 1976 года Япония ратифицировала Договор о нераспространении ядерного оружия (который подписала в 1970 году). 29 октября 1976 года Совет национальной обороны и кабинет министров Японии утвердили «Основную программу национальной обороны» на следующие 15 лет, целью которой было дальнейшее усиление сил самообороны до уровня «базовых сил обороны».
В 1978 году правительство Японии провело крупнейшие учения после окончания Второй мировой войны и впервые официально объявило главным противником СССР (ранее, с момента капитуляции Японии в 1945 году до 1978 года военным противником страны открыто не называли ни одно государство, на всех учениях противником являлись условные «красные», под которыми понимали СССР и КНР).
По состоянию на 1979 год, Силы самообороны Японии насчитывали:
- 180 тыс. военнослужащих сухопутных войск в составе 5 армий, 12 пехотных дивизий, 1 механизированной дивизии и 5 бригад, на вооружении которых имелось более 800 танков, свыше 800 БТР, 1 300 артиллерийских орудий, 350 зенитных орудий и установок, 3 тыс. безоткатных орудий и миномётов и 415 самолётов и вертолётов;
- 45 тыс. военнослужащих ВВС, на вооружении которых имелось до 1 тыс. самолётов и вертолётов;
- 43 тыс. военнослужащих ВМС[22].

В августе 1979 года при содействии США было подписано соглашение между Японией и Южной Кореей (в соответствии с которым корабли ВМС Южной Кореи получили разрешение заходить в порты Японии). По состоянию на начало 1980 года Силы самообороны насчитывали свыше 260 тыс. военнослужащих, но при этом прослойка генералов, офицеров и унтер-офицеров была настолько велика, что позволяла при необходимости в сжатые сроки увеличить вооружённые силы в несколько раз. С 1980 года Япония начала участвовать в военных учениях RIMPAC.
В октябре 1980 года парламент Японии официально разрешил использовать силы самообороны за границами страны «для спасения находящихся там граждан Японии», а также признал «формальное право» Японии на вооружение бактериологическим и химическим оружием.
В 1981 году в составе сил самообороны была создана первая бронетанковая дивизия и было объявлено о планах преобразования 12 пехотных дивизий в моторизованные дивизии. Также, в 1981 году на встрече президента США Р. Рейгана и премьер-министра Японии Д. Судзуки в Вашингтоне на официальном уровне было впервые объявлено о намерении морских сил самообороны Японии действовать за пределами 200-мильной зоны вокруг Японии.
23 мая 1982 года правительство Японии провозгласило пятилетнюю программу строительства вооружённых сил, которая была принята 30 декабря 1982 года. Военные расходы были увеличены.
В августе 1983 года правительство Японии официально объявило о том, что использование спутников не противоречит принятой в 1969 году японским парламентом резолюции о использовании космоса в мирных целях. В марте 1986 года состоялся первый сеанс спутниковой связи сил самообороны Японии (переговоры между командным центром военно-морских сил самообороны Японии в Токио и военной базой на острове Иводзима с использованием первого японского спутника связи «Сакура-2»).
К 1984 году силы самообороны Японии были рассредоточены в 2500 местах дислокации (кроме того, на территории страны находились 120 военных баз и объектов США).
1 августа 1986 года Совет национальной обороны был упразднён, вместо него был создан Совет национальной безопасности, получивший расширенные полномочия.
В начале 1987 года США признали Японию «основным союзником США вне НАТО». Правительство Японии аннулировало ограничения на размеры военного бюджета (который до этого времени не должен был превышать 1 % ВВП страны), 23 января 1987 года военные расходы впервые после окончания Второй мировой войны превысили 1 % бюджета страны, в 1987 году военный бюджет Японии был увеличен до 1,004 % ВВП, в 1988 году — до 1,013 % ВВП.
В начале ноября 1989 года военное ведомство впервые вынесло на обсуждение правительства вопрос о возможности покупки земельных участков за границами страны (для использования их в качестве военных полигонов).
К началу 1992 года по своей организации, боевому оснащению и функциям Силы самообороны Японии полностью соответствовали вооружённым силам, при этом высокая (70 %) степень укомплектованности подготовленным офицерским и унтер-офицерским составом позволяла при необходимости быстро увеличить численность войск. В это время общая численность сил самообороны составляла 240 тысяч человек.
- 154,8 тыс. военнослужащих сухопутных войск (в составе 5 штабов полевых армий, 1 бронетанковой дивизии, 12 пехотных дивизий и 20 бригад), на вооружении которых имелось 1230 танков (свыше 50 % которых составляли современные Тип 74), 660 БТР, свыше 1 100 орудий полевой артиллерии, 204 зенитных ракетных комплексов MIM-23 Hawk[6]
- 45 тыс. военнослужащих ВВС, на вооружении которых имелось 550 боевых и 87 транспортных и учебных самолётов и вертолётов, а также 144 пусковые установки ЗРК «Найк»[6]
- 43,3 тыс. военнослужащих ВМС, на вооружении которых имелось 170 боевых кораблей (59 эсминцев, 14 дизельных подводных лодок, 47 минных тральщиков и 50 иных кораблей) и 186 самолётов и вертолётов[6]

15 июля 1992 года был принят закон, позволяющий Силам самообороны выполнять некоторые международные функции, не связанные с ведением боевых действий. Это снабжение, грузовые перевозки, восстановление разрушенной инфраструктуры, наблюдение за ходом выборов и полицейские операции.
После запуска КНДР ракеты «Тэпходон» 31 августа 1998 года японские власти поставили вопрос о создании системы противоракетной обороны. В это же время был разработан проект закона, позволяющего отражать ракетные удары без предварительного согласования с парламентом.
Япония принимала участие в войне в Афганистане, в октябре 2001 года 160 военнослужащих со стрелковым оружием были размещены на территории Пакистана для охраны складов в Исламабаде; японские корабли в период с декабря 2001 по 15 января 2010 года оказывали тыловую поддержку силам коалиции, снабжая их топливом и пресной водой.
В 2003 году японский военный контингент был направлен в Ирак. Это была первая международная операция сил самообороны, совершённая без санкции ООН.
В декабре 2004 года США и Япония подписали договор о взаимопонимании, ставший основой для сотрудничества в сфере противоракетной обороны. В ноябре 2005 года было выдвинуто предложение о внесении изменений в Конституцию, согласно которым предполагалось придать силам самообороны статус военной организации. 8 июня 2006 года правительство одобрило законопроект о придании оборонной службе статуса министерства. Парламент утвердил его в декабре 2006.
С 2009 года японские военнослужащие участвуют в операции по противодействию пиратам у побережья Африканского Рога.
По состоянию на начало 2011 года вооружённые силы насчитывали 247 746 человек, резерв — 41,8 тыс. человек, не считая береговой охраны и иных военизированных формирований; мобилизационный ресурс оценивался в 29,2 млн человек
- сухопутные войска: 151,6 тыс. человек в составе 5 штабов армий, 1 танковой и 8 мотопехотных дивизий, 15 бригад, 2 учебных полков, 2 артиллерийских групп, 4 групп ПВО и группы специальных операций, на вооружении которых имелось 100 пусковых установок тактических ракет «тип 88»; 850 основных боевых танков (из них 320 шт. «тип 90» и 517 «тип 74»); 70 БМП; 100 боевых разведывательных машин; 780 БТР; 210 орудий самоходной артиллерии; 470 шт. 155-мм гаубиц FH-70; 100 РСЗО; 1130 шт. миномётов калибров 81, 107 и 120 мм; 690 пусковых установок ПТУР, 70 орудий зенитной артиллерии; 290 ПЗРК; 12 самолётов LR-1 и LR-2, а также 430 вертолётов армейской авиации (из них 185 боевых)[32]
- военно-воздушные силы: 47 123 человека, 87 самолётов F2; 202 F-15J и F-15DJ «Eagle»; 72 F-4EJ «Phantom-2»; 13 RF-4E и RF-4EJ; один Кавасаки EC-1; десять EC-2 «Hawkeye»; 4 Boeing-767 AWACS; 20 С-1; 10 С-130H; 11 MU-2; 10 U-4; 20 U-125A; 10 U-125-800; 10 T-3; 170 T-4; 20 F-2B; 40 T-7; 10 T-400; 10 YS-11E; 10 вертолётов CH-47J; 12 KV-107 и 40 UH-60J[32]
- военно-морские силы: 45 518 человек (из которых 9,8 тыс. служат в морской авиации), 16 подлодок, 4 эсминца-вертолётоносца, 37 эсминцев УРО, 6 фрегатов УРО, 12 десантных катеров, 6 десантных катеров на воздушной подушке, 2 плавбазы «Урага», 28 минно-тральных кораблей, два океанографических исследовательских судна, 4 гидрографических судна, 2 опытовых судна, 4 учебных корабля, 2 учебных подлодки, до 60 вспомогательных судов и 20 буксиров, а также 179 самолётов и 139 вертолётов морской авиации[32]

- береговая охрана: 12 636 человек, 45 больших, 39 средних и 34 малых патрульных корабля, более 220 патрульных катеров, 13 гидрографических судов, 5 пожарных судов, 4 пожарных катера, до 130 обслуживающих и вспомогательных судов, 25 самолётов и 46 вертолётов.

В 2011 году в Джибути была открыта первая после окончания Второй мировой войны японская военная база.
В декабре 2012 года правительством был утверждён проект масштабной реформы вооружённых сил, которая предусматривает переименование сил самообороны Японии в армию; наделение армии правом нанесения ударов по базам противника; создание корпуса морской пехоты; повышение эффективности системы ПРО; закупки в США дополнительного вооружения (в частности, амфибий AAV-7 и конвертопланов V-22) национальной обороны.
В январе 2014 года правительство Японии объявило о намерении создать подразделение морской пехоты (первоначальная численность подразделения определена в 3 тыс. военнослужащих).
19 сентября 2015 года парламент Японии разрешил использовать Силы самообороны для участия в военных конфликтах за рубежом.
В мае 2017 года премьер-министр Японии Синдзо Абэ установил предельный срок для пересмотра 9 статьи Конституции до 2020 года, которая узаконивала бы Силы самообороны Японии.
В августе 2018 года правительство Японии приняло решение увеличить призывной возраст японских военнослужащих с 26 до 32 лет.
Правительство Японии в 2019 году начало строительство гарнизона наземных сил самообороны на о. Исигаки, преф. Окинава, где планируется разместить 5-6 тыс. военнослужащих, а также батареи ракет «земля-воздух» и «земля-корабль».
В 2021 году министерство обороны Японии сообщило о своих планах по созданию второго отряда космических операций сил самообороны Японии. Сообщается также, что данное подразделение будет базироваться на авиабазе Хофу-Кита (префектура Ямагути).
9 декабря 2021 года администрация острова Китадаито (префектура Окинава) одобрила заявку оборонного бюро префектуры на размещение подразделений сил самообороны Японии на острове. Ожидается, что данное решение поможет укрепить систему безопасности и реагирования на стихийные бедствия, а также развить инфраструктуру острова.
17 марта 2022 года приступил к работе отряд Сил самообороны Японии по осуществлению кибернетической безопасности. Новый отряд объединил в себе департаменты кибернетической безопасности, которые были представлены во всех трех видах японских войск — сухопутных, воздушных и морских Силах самообороны страны.
В январе 2023 года было объявлено о намерении закупить для испытаний образцы ударных беспилотных летательных аппаратов иностранного производства (а с 2025 года - начать вооружать войска ударными БПЛА японского производства) и закупить в США крылатые ракеты «Томагавк» морского базирования (для их запуска предложено переоборудовать пусковые установки систем AEGIS на кораблях ВМФ). Началось строительство новой военной базы на необитаемом острове Магэ.
В феврале 2023 года главный секретарь кабинета министров Японии Мацуно Хирокадзу заявил, что правительство страны планирует создать новое подразделение для борьбы с кампаниями по дезинформации. В состав подразделения войдут специалисты министерств иностранных дел и обороны, а также управления разведки и исследований.

## Юридический статус
Правовой статус японских Сил самообороны неоднозначен. Основной закон Японии недвусмысленно запрещает создание любых вооружённых формирований. Официально Силы самообороны являются гражданской (невоенной) организацией. По отношению к ним избегают употреблять термин «армия» 軍 (яп. ぐん  гун).
Глава ІІ Конституции Японии, которая называется «Отказ от войны», содержит всего одну статью 9:
Искренне стремясь к международному миру, основанному на справедливости и порядке, японский народ на вечные времена отказывается от войны как суверенного права нации, а также от угрозы или применения вооружённой силы как средства разрешения международных споров. Для достижения цели, указанной в предыдущем абзаце, никогда впредь не будут создаваться сухопутные, морские и военно-воздушные силы, равно как и другие средства войны. Право на ведение государством войны не признаётся.
Но в настоящее время ни одна из ведущих стран мира не обходится без сильных вооружённых сил. Япония не является исключением, хотя отсутствие юридических оснований сильно ограничивает возможности применения сил самообороны в миротворческих целях и препятствует их усилению. Силы самообороны не обладают баллистическими ракетами, ядерным оружием, морской пехотой и моторизованными десантными подразделениями.
В 2023 году правительство Японии заявило о рассмотрении возможных изменений в сфере законодательства для того, чтобы позволить оперативно уничтожать разведывательные летательные аппараты вероятного противника в случае нарушения воздушного пространства страны.

### Военная доктрина
Японская военная политика основана на следующих принципах:
- Ненападение
- Неиспользование ядерного оружия
- Общественный контроль за деятельностью вооружённых сил
- Сотрудничество с США (под сотрудничеством понимается участие в совместных учениях, размещение с 2010 года воинского контингента США на территории Японии, размещение элементов американской системы ПРО на территории Японии)

В декабре 2010 года Япония обозначила Китай как свою главную военную угрозу, причиной чего официальный Токио называет наращивание Пекином его вооружённых сил в Восточно-Китайском и Южно-Китайском морях.

## Стратегия национальной безопасности
16 декабря 2022 года правительство Японии приняло обновленную стратегию национальной безопасности страны, которая позволяет Японии наносить контрудары по целям на территории потенциального противника.

## Командование
Главнокомандующим Сил самообороны Японии является премьер-министр страны.
Высшим совещательным органом, который занимается вопросами военной политики, военного строительства, развития военно-промышленного комплекса и использования вооружённых сил является Совет национальной безопасности при правительстве страны.
В подчинении восстановленного в 2018 году Министерства обороны находятся Объединённый комитет начальников штабов; штабы видов вооружённых сил; военно-строительное управление; Академия обороны; Исследовательский институт обороны и другие структуры.
Оперативным командованием руководит начальник штаба Объединённого комитета начальников штабов, включающего в себя командование отдельных видов вооружённых сил. При этом начальники штабов видов вооружённых сил сохраняют административный контроль над ними.

## Численность
По состоянию на начало 2022 года численность сил самообороны Японии составляла 247 154 человек (не считая береговой охраны), количество резервистов - 56 тыс. человек. Комплектование личным составом осуществляется на контрактной основе.

## Миротворческие и иные гуманитарные операции
В общей сложности, в период с начала участия в миротворческих операциях в 1992 году до 15 июня 2017 года в 27 миротворческих миссиях ООН приняли участие около 12 тысяч военнослужащих сил самообороны Японии. Потери Японии в миротворческих операциях ООН составляют 6 человек погибшими.
- в сентябре 1992 года Япония направила военнослужащих в состав сил ООН в Камбодже (UNTAC, 1992—1993)
- в декабре 1992 года пять военнослужащих были направлены в состав сил ООН в Мозамбике (UNOMOZ)[28]
- в сентябре 1994 года — в Заир и Танзанию (UNAMIR)
- в феврале 1996 года — в состав миссии UNDOF на Голанских высотах в Сирии. Изначально 48 военнослужащих[46], в дальнейшем автомобильный взвод (43 военнослужащих) и 2 штабных офицера[47]
- в феврале 2002 года — в Восточный Тимор (инженерно-строительные подразделения в составе сил UNMISET)[48]
- 2005 год. Помощь пострадавшим от цунами жителям Индонезии.
- 2010 — после землетрясения 12 января 2010 года на Гаити, на остров была направлена группа медиков (в составе которой были военнослужащие сил самообороны Японии и гражданский медицинский персонал)[49] и инженерное подразделение (350 военнослужащих), которое выполняло строительные и ремонтно-восстановительные работы[50]
- с октября 2011[51] до конца мая 2017 года японский контингент находился в составе миротворческих сил ООН в Южном Судане (UNMISS)[52]
- после тайфуна Хайян в ноябре 2013 года 1170 военнослужащих, 10 единиц авиатехники и три корабля вооружённых сил Японии участвовали в устранении последствий урагана на Филиппинах[53]
- в 2021 году два офицера сил самообороны Японии находились на территории Египта в качестве наблюдателей ООН на египетско-израильской границе[54]

## Звания и знаки различия
| Классификация                                    | Классификация                          | Классификация                                     | Сухопутные ССЯ                                      | Сухопутные ССЯ       | Сухопутные ССЯ | Сухопутные ССЯ | Сухопутные ССЯ | Морские ССЯ                                      | Морские ССЯ           | Морские ССЯ    | Морские ССЯ    | Морские ССЯ    | Морские ССЯ    | Воздушные ССЯ                                    | Воздушные ССЯ               | Воздушные ССЯ  | Воздушные ССЯ  | Воздушные ССЯ  |
| Классификация                                    | Классификация                          | Классификация                                     | Звание                                              | Эквивалентное звание | Знаки различия | Знаки различия | Знаки различия | Звание                                           | Эквивалентное звание  | Знаки различия | Знаки различия | Знаки различия | Знаки различия | Звание                                           | Эквивалентое звание         | Знаки различия | Знаки различия | Знаки различия |
| Классификация                                    | Классификация                          | Классификация                                     | Звание                                              | Эквивалентное звание | Мундир         | Рубашка        | Полевая        | Звание                                           | Эквивалентное звание  | Чёрный мундир  | Рубашка        | Белый мундир   | Полевая        | Звание                                           | Эквивалентое звание         | Мундир         | Рубашка        | Полевая        |
| ------------------------------------------------ | -------------------------------------- | ------------------------------------------------- | --------------------------------------------------- | -------------------- | -------------- | -------------- | -------------- | ------------------------------------------------ | --------------------- | -------------- | -------------- | -------------- | -------------- | ------------------------------------------------ | --------------------------- | -------------- | -------------- | -------------- |
| 幹部 Камбу Командный состав                      | 将官 Сё:кан Высший офицерский состав   | 幕僚長たる将 Бакурё:тё:-тару-сё: Начальник штаба  | 陸上幕僚長たる陸将 Рикудзё: бакурё:тё:-тару-рикусё: | Генерал-полковник    |                |                |                | 海上幕僚長たる海将 Кайдзё:бакурё:тё:-тару-кайсё: | Адмирал               |                |                |                |                | 航空幕僚長たる空将 Ко:ку: бакурё:тё:-тару-ку:сё: | Генерал-полковник авиации   |                |                |                |
| 幹部 Камбу Командный состав                      | 将官 Сё:кан Высший офицерский состав   | 将 Сё:Командующий армией или корпусом или дивизии | 陸将 Рикусё:                                        | Генерал-лейтенант    |                |                |                | 海将 Кайсё:                                      | Вице-адмирал          |                |                |                |                | 空将 Ку:сё:                                      | Генерал-лейтенант авиации   |                |                |                |
| 幹部 Камбу Командный состав                      | 将官 Сё:кан Высший офицерский состав   | 将補 Сё:хо:Командир бригады                       | 陸将補 Рикусё:хо:                                   | Генерал-майор        |                |                |                | 海将補 Кайсё:хо:                                 | Контр-адмирал         |                |                |                |                | 空将補 Ку:сё:хо:                                 | Генерал-майор авиации       |                |                |                |
| 幹部 Камбу Командный состав                      | 佐官 Сакан Старший офицерский состав   | 1佐 ИссаКомандир полка                            | 1等陸佐 Итто: рикуса                                | Полковник            |                |                |                | 1等海佐 Итто: кайса                              | Капитан 1-го ранга    |                |                |                |                | 1等空佐 Итто: ку:са                              | Полковник авиации           |                |                |                |
| 幹部 Камбу Командный состав                      | 佐官 Сакан Старший офицерский состав   | 2佐 НисаКомандир батальона                        | 2等陸佐 Нито: рикуса                                | Подполковник         |                |                |                | 2等海佐 Нито: кайса                              | Капитан 2-го ранга    |                |                |                |                | 2等空佐 Нито: ку:са                              | Подполковник авиации        |                |                |                |
| 幹部 Камбу Командный состав                      | 佐官 Сакан Старший офицерский состав   | 3佐 СансаЗам. командира батальона                 | 3等陸佐 Санто: рикуса                               | Майор                |                |                |                | 3等海佐 Санто: кайса                             | Капитан 3-го ранга    |                |                |                |                | 3等空佐 Санто: ку:са                             | Майор авиации               |                |                |                |
| 幹部 Камбу Командный состав                      | 尉官 Икан Младший офицерский состав    | 1尉 ИтииКомандир роты                             | 1等陸尉 Итто: рикуи                                 | Капитан              |                |                |                | 1等海尉 Итто: кайи                               | Капитан-лейтенант     |                |                |                |                | 1等空尉 Итто: ку:и                               | Капитан авиации             |                |                |                |
| 幹部 Камбу Командный состав                      | 尉官 Икан Младший офицерский состав    | 2尉 НииЗам. командира роты                        | 2等陸尉 Нито: рикуи                                 | Старший лейтенант    |                |                |                | 2等海尉 Нито: кайи                               | Старший лейтенант ВМФ |                |                |                |                | 2等空尉 Нито: ку:и                               | Старший лейтенант авиации   |                |                |                |
| 幹部 Камбу Командный состав                      | 尉官 Икан Младший офицерский состав    | 3尉 СанъиКомандир взвода                          | 3等陸尉 Санто: рикуи                                | Лейтенант            |                |                |                | 3等海尉 Санто: кайи                              | Лейтенант ВМФ         |                |                |                |                | 3等空尉 Санто: ку:и                              | Лейтенант авиации           |                |                |                |
| 准尉 Дзюнъи Прапорщики и мичманы                 | 准尉 Дзюнъи Прапорщики и мичманы       | 准尉 Дзюнъи Прапорщики и мичманы                  | 准陸尉 Дзюнрикуи                                    | Прапорщик            |                |                |                | 准海尉 Дзюнкайи                                  | Мичман                |                |                |                |                | 准空尉 Дзюнку:и                                  | Прапорщик авиации           |                |                |                |
| 曹士 Со:си Сержанты и солдаты Старшины и матросы | 曹 Со: Сержанты и старшины             | 曹長 Со:тё: Старшина роты или батальона           | 陸曹長 Рикусо:тё:                                   | Старший сержант      |                |                |                | 海曹長 Кайсо:тё:                                 | Главный старшина      |                |                |                |                | 空曹長 Ку:со:тё:                                 | Старший сержант авиации     |                |                |                |
| 曹士 Со:си Сержанты и солдаты Старшины и матросы | 曹 Со: Сержанты и старшины             | 1曹 Иссо: Зам. командира взвода                   | 1等陸曹 Итто: рикусо:                               | Сержант 1-го класса  |                |                |                | 1等海曹 Итто: кайсо:                             | Старшина 1-й статьи   |                |                |                |                | 1等空曹 Итто: ку:со:                             | Сержант авиации 1-го класса |                |                |                |
| 曹士 Со:си Сержанты и солдаты Старшины и матросы | 曹 Со: Сержанты и старшины             | 2曹 Нисо: Командир отделения                      | 2等陸曹 Нито: рикусо:                               | Сержант 2-го класса  |                |                |                | 2等海曹 Нито: кайсо:                             | Старшина 2-й статьи   |                |                |                |                | 2等空曹 Нито: ку:со:                             | Сержант авиации 2-го класса |                |                |                |
| 曹士 Со:си Сержанты и солдаты Старшины и матросы | 曹 Со: Сержанты и старшины             | 3曹 Сансо: Пом. командира отделения               | 3等陸曹 Санто: рикусо:                              | Сержант 3-го класса  |                |                |                | 3等海曹 Санто: кайсо:                            | Старшина 3-й статьи   |                |                |                |                | 3等空曹 Санто: ку:со:                            | Сержант авиации 3-го класса |                |                |                |
| 曹士 Со:си Сержанты и солдаты Старшины и матросы | 士 Си Солдаты и матросы                | 士長 Ситё: Солдат имеющий высокую квалификацию    | 陸士長 Рикуситё:                                    | Ефрейтор             |                |                |                | 海士長 Кайситё:                                  | Старший матрос        |                |                |                |                | 空士長 Ку:ситё:                                  | Ефрейтор авиации            |                |                |                |
| 曹士 Со:си Сержанты и солдаты Старшины и матросы | 士 Си Солдаты и матросы                | 1士 Исси Солдат имеющий воинскую специальность    | 1等陸士 Итто: рикуси                                | Рядовой 1-го класса  |                |                |                | 1等海士 Итто: кайси                              | Матрос 1-й статьи     |                |                |                |                | 1等空士 Итто: ку:си                              | Рядовой авиации 1-го класса |                |                |                |
| 曹士 Со:си Сержанты и солдаты Старшины и матросы | 士 Си Солдаты и матросы                | 2士 Ниси Обученный солдат                         | 2等陸士 Нито: рикуси                                | Рядовой 2-го класса  |                |                |                | 2等海士 Нито: кайси                              | Матрос 2-й статьи     |                |                |                |                | 2等空士 Нито: ку:си                              | Рядовой авиации 2-го класса |                |                |                |
| 曹士 Со:си Сержанты и солдаты Старшины и матросы | 士 Си Солдаты и матросы                | Упразднено в 2010 году                            |                                                     |                      |                |                |                |                                                  |                       |                |                |                |                |                                                  |                             |                |                |                |
| 曹士 Со:си Сержанты и солдаты Старшины и матросы | 士 Си Солдаты и матросы                | 3士 Санси Необученный солдат                      | 3等陸士 Санто: рикуси                               | Рядовой 3-го класса  |                |                |                | 3等海士 Санто: кайси                             | Матрос 3-й статьи     |                |                |                |                | 3等空士 Санто: ку:си                             | Рядовой авиации 3-го класса |                |                |                |
| 自衛官候補生 Дзиэйкан ко:хосэй Рекруты           | 自衛官候補生 Дзиэйкан ко:хосэй Рекруты | 自衛官候補生 Дзиэйкан ко:хосэй Рекруты            | 自衛官候補生 Дзиэйкан ко:хосэй                      | Рекрут               |                |                | -              | 自衛官候補生 Дзиэйкан ко:хосэй                   | Рекрут                |                |                |                |                | 自衛官候補生 Дзиэйкан ко:хосэй                   | Рекрут                      |                |                |                |